# رمحية
رُمحيَّة أو ذو الأزهار الرمحية أو زنابق اللهيب (الاسم العلمي Doryanthes)، جنس نباتات من الهليونيات وفصيلة الزهريات الرمحية أو الرُّمحيَّات. أنواعه اثنان رمحية بلمر ورمحية سامية. مواطنها الساحل الشرقي لأستراليا. تنمو على شكل وريدة، تزهر بعد أكثر من عشر سنوات.